# 日本エフェクトセンター
日本エフェクトセンター（にっぽんエフェクトセンター）は、東京都渋谷区にある、映画やテレビの視覚効果の制作会社。その歴史は古く、オプチカル合成の時代から日本の特撮及び映画業界を支えてきた。数多くの特撮作品を手掛けていて、特に平成ゴジラの吐く放射熱線、平成ガメラの火球、平成ウルトラマンの光線などのエフェクトで有名である。

## 参加作品
- 1971年「シルバー仮面」
- 1972年 - 1973年「アイアンキング」
- 1974年 - 1975年「スーパーロボット　マッハバロン」
- 1976年「プロレスの星 アステカイザー」
- 1987年「首都消失」
- 1987年「竹取物語」
- 1988年「未来忍者 慶雲機忍外伝」
- 1989年「ゴジラvsビオランテ」
- 1991年「ゴジラvsキングギドラ」
- 1991年「B級ホラー WARASHI!」
- 1992年「ゴジラvsモスラ」
- 1993年「電光超人グリッドマン」
- 1993年「ゴジラvsメカゴジラ」
- 1994年「仮面ライダーJ」
- 1994年「ゴジラvsスペースゴジラ」
- 1995年「ゴジラvsデストロイア」
- 1996年「ウルトラマンティガ」
- 1996年「聖龍伝説」
- 1999年「ゴジラ2000 ミレニアム」
- 2000年「ゴジラ×メガギラス G消滅作戦」
- 2000年「陰陽師」
- 2001年「千年の恋 ひかる源氏物語」
- 2001年「ゴジラ・モスラ・キングギドラ 大怪獣総攻撃」
- 2002年「ゴジラ×メカゴジラ」
- 2002年「たそがれ清兵衛」
- 2002年「仄暗い水の底から」
- 2002年「トリック 劇場版」
- 2002年「座頭市」
- 2003年「タモリの未来予測TV」
- 2003年「星に願いを。」
- 2003年「スパイ・ゾルゲ」
- 2003年「ゴジラ×モスラ×メカゴジラ 東京SOS」
- 2003年「超星神グランセイザー」
- 2003年「美少女戦士セーラームーン」
- 2004年「幻星神ジャスティライザー」
- 2004年「血と骨」
- 2005年「ウルトラマンマックス」
- 2006年「超星艦隊セイザーX」
- 2006年「THE 有頂天ホテル」
- 2006年「博士の愛した数式」
- 2006年「子ぎつねヘレン」
- 2006年「初恋」
- 2006年「釣りバカ日誌17」
- 2006年「7月24日通りのクリスマス」
- 2006年「椿山課長の七日間」
- 2006年「犬神家の一族」
- 2006年「かもめ食堂」
- 2006年「着信アリFINAL」
- 2006年「あなたを忘れない」
- 2006年「里見八犬伝」、「ウルトラマンメビウス」
- 2006年「指紋捜査官・塚原宇平の神業」
- 2007年「ウルトラギャラクシー大怪獣バトル」
- 2007年「愛の流刑地」
- 2007年「アンフェア the movie」
- 2007年「大帝の剣」
- 2007年「アヒルと鴨のコインロッカー」
- 2007年「釣りバカ日誌18」
- 2007年「恋空」
- 2007年「やじきた道中 てれすこ」
- 2007年「マリと子犬の物語」
- 2007年「めがね」
- 2007年「死にぞこないの青」
- 2008年「東京大空襲」
- 2008年「東京少女」
- 2008年「犬と私の10の約束」
- 2008年「隠し砦の三悪人 THE LAST PRINCESS」
- 2008年「築地魚河岸三代目」
- 2008年「和田アキ子物語」
- 2008年「赤んぼ少女」
- 2008年「まぼろしの邪馬台国」
- 2008年「グーグーだって猫である」
- 2008年「櫻の園 -さくらのその-」
- 2008年「釣りバカ日誌19」
- 2009年「ララピポ」
- 2009年「ヤッターマン」
- 2009年「真夏のオリオン」
- 2009年「いけちゃんとぼく」
- 2009年「おと・な・り」
- 2009年「沈まぬ太陽」
- 2009年「ゼロの焦点」
- 2009年「戦慄迷宮3D THE SHOCK LABYRINTH」
- 2009年「彼岸島」
- 2009年「カムイ外伝」
- 2009年「60歳のラブレター」
- 2010年「ゼブラーマン -ゼブラシティの逆襲-」
- 2010年「僕たちのプレイボール」
- 2010年「劇場版 怪談レストラン」
- 2010年「七瀬ふたたび」
- 2010年「半次郎」
- 2010年「ノルウェイの森」
- 2011年「戦国疾風伝 二人の軍師 秀吉に天下を獲らせた男たち」
- 2011年「桜田門外ノ変」
- 2011年「雷桜」
- 2011年「ノルウェイの森」
- 2011年「僕と妻の1778の物語」
- 2011年「ゴースト もういちど抱きしめたい」
- 2012年「ウルトラマンサーガ」
- 2013年 - 2014年「獣電戦隊キョウリュウジャー」
- 2013年「ウルトラマンギンガ」
- 2013年「夫のカノジョ」
- 2013年「ハクション大魔王」
- 2014年 - 2015年「烈車戦隊トッキュウジャー」
- 2014年「アゲイン!!」
- 2014年「命ある限り戦え、そして生き抜くんだ」
- 2015年 - 2016年「手裏剣戦隊ニンニンジャー」
- 2015年「ウルトラマンX」
- 2016年 - 2017年「動物戦隊ジュウオウジャー」
- 2016年「高台家の人々」
- 2017年「ウルトラマンオーブ THE ORIGIN SAGA」
- 2017年 - 2018年「宇宙戦隊キュウレンジャー」
- 2017年「ウルトラマンジード」
- 2018年 - 2019年「快盗戦隊ルパンレンジャーVS警察戦隊パトレンジャー」
- 2018年「ウルトラマンR/B」
- 2019年「騎士竜戦隊リュウソウジャー」
- 2019年「ウルトラマンタイガ」